# Charles Sellier
Pour les articles homonymes, voir Sellier.
Charles François Sellier né à Nancy le 23 décembre 1830 et mort dans cette même ville le 23 novembre 1882 est un peintre français.

## Biographie
Charles Sellier est le quatrième et dernier enfant de Christophe Sellier et Barbe Maix. Habitant le faubourg de Saint-Pierre, il fréquente de 1842 à 1846 l'école Saint-Pierre de Nancy. De 1846 à 1852, il intègre l'École des beaux-arts de Nancy, placée sous la direction du peintre Louis Leborne. Dans le même temps de 1849 à 1851, il suit les cours d'anatomie à l'école préparatoire de médecine de Nancy, dirigée alors par le professeur Edmond Simonin. En 1852, il part à Paris et suit des cours dans l'atelier de Léon Coignet. Le 7 octobre 1852, il entre aux Beaux-Arts de Paris. En 1854, il se présente pour la première fois au concours du prix de Rome avec la toile Abraham lavant les pieds aux trois anges. Il remporte finalement le premier prix de Rome en 1857 avec une toile représentant La Résurrection de Lazare. Il devient alors pensionnaire de la villa Médicis à Rome jusqu'en 1863. A cette occasion, il offre à son camarade Justin Sanson, lauréat du Prix de Rome de sculpture, une peinture représentant une Jeune romaine désormais conservée au Château-Musée de Nemours. 
D'un naturel réservé et fuyant les mondanités, il se lie néanmoins avec ses contemporains Jean-Baptiste Carpeaux et Ferdinand Gaillard, mais ses faibles succès ultérieurs et la mort de sa mère en 1863 le font se renfermer sur lui-même. Il vit toutefois correctement de son travail de portraitiste à Paris. Il revient à Nancy et s'installe dans sa maison familiale en 1864 puis devient directeur de l'École de peinture et de dessin de Nancy de 1866 à 1871. Il a une fille en 1866 et se marie en 1872. Charles Sellier meurt le 23 novembre 1882 à son domicile de Nancy, après une longue période de maladie. Il est inhumé à Nancy au cimetière du Sud.
Il a légué une partie de ses œuvres à la Ville de Nancy, ses peintures sont conservées au musée des Beaux-Arts de Nancy et au musée de l'École de Nancy. Un portrait de sa mère, huile sur toile datée de 1857, est conservé au musée d'Art et d'Histoire de Toul. Une peinture de la période romaine de l'artiste se trouve également dans les collections du Château-Musée de Nemours. 

## Hommages
- Rues au nom de « Charles Sellier » à Nancy et à Houdemont en Meurthe-et-Moselle.
- Monument à Charles Sellier (1903) par Alfred Finot dans le parc de la Pépinière à Nancy.

Œuvres de Charles Sellier
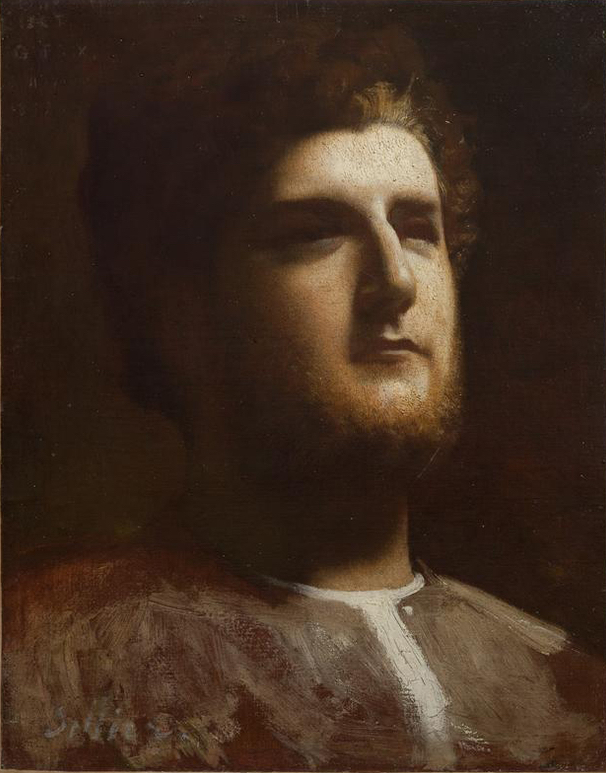
Georges Bizet (vers 1856), Rome, villa Médicis.
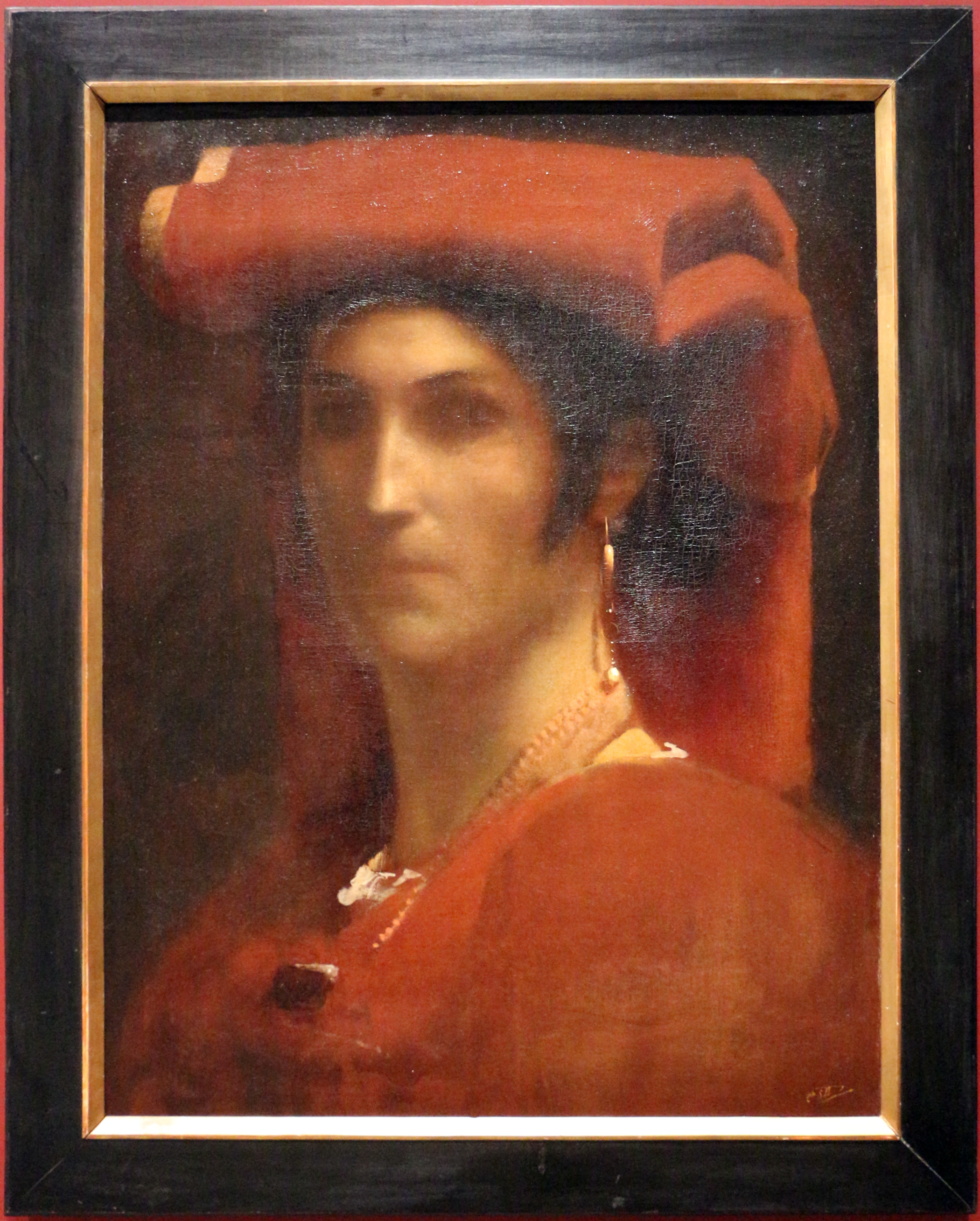
Portrait de Napolitaine (vers 1860), Paris. musée d'Orsay.
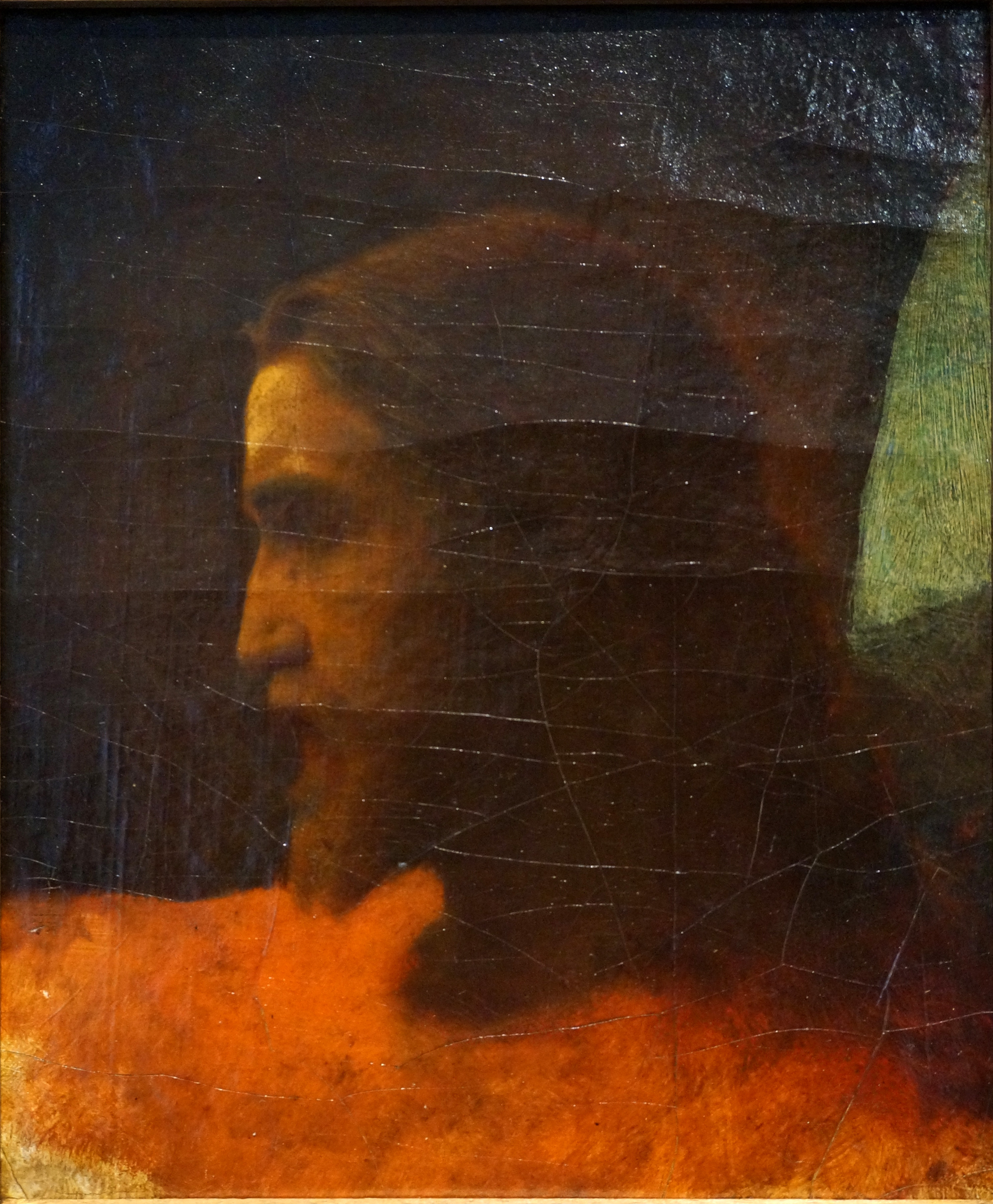
Tête du Christ, musée des Beaux-Arts de Nancy.
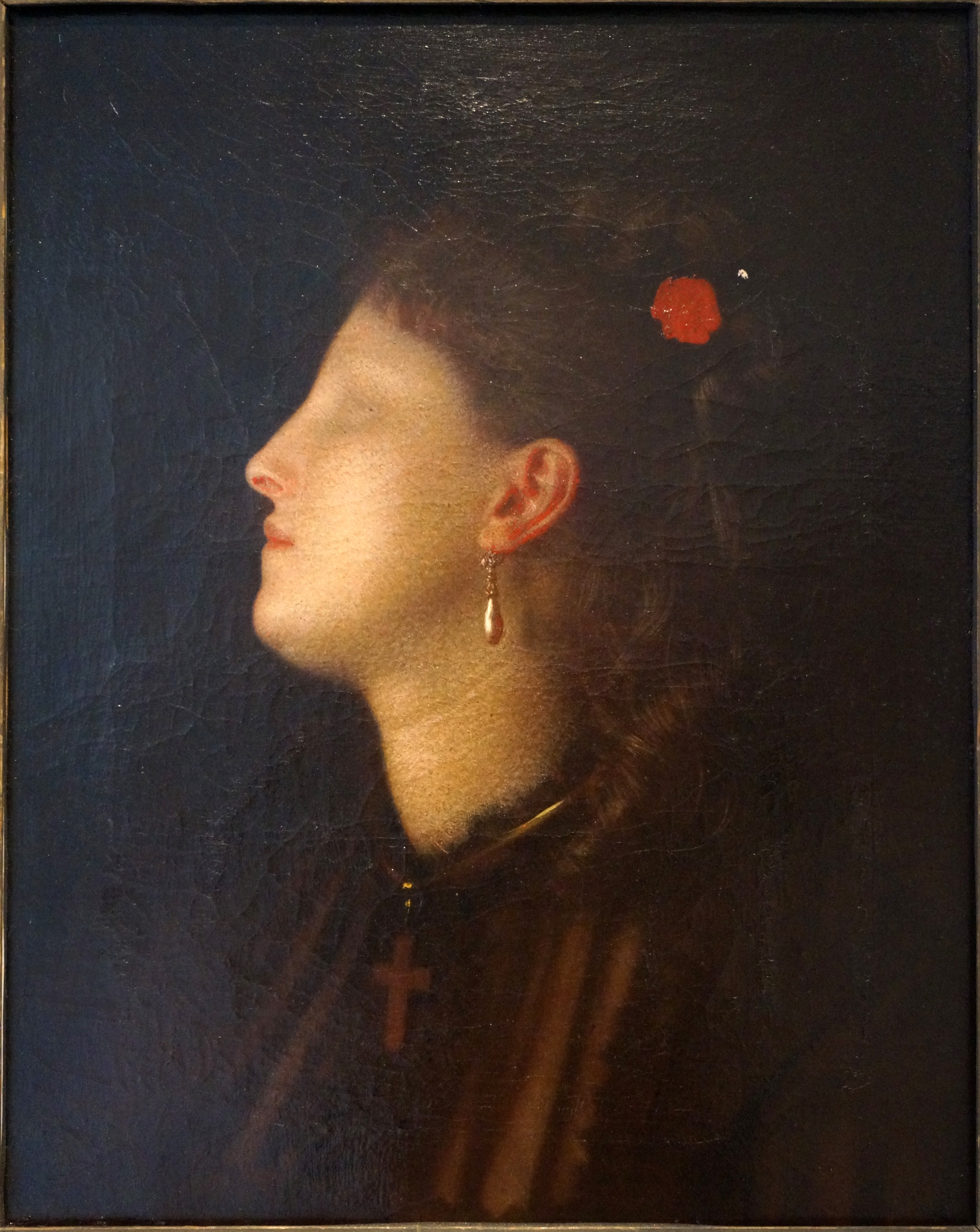
Femme à la perle (1875), musée des Beaux-Arts de Nancy.
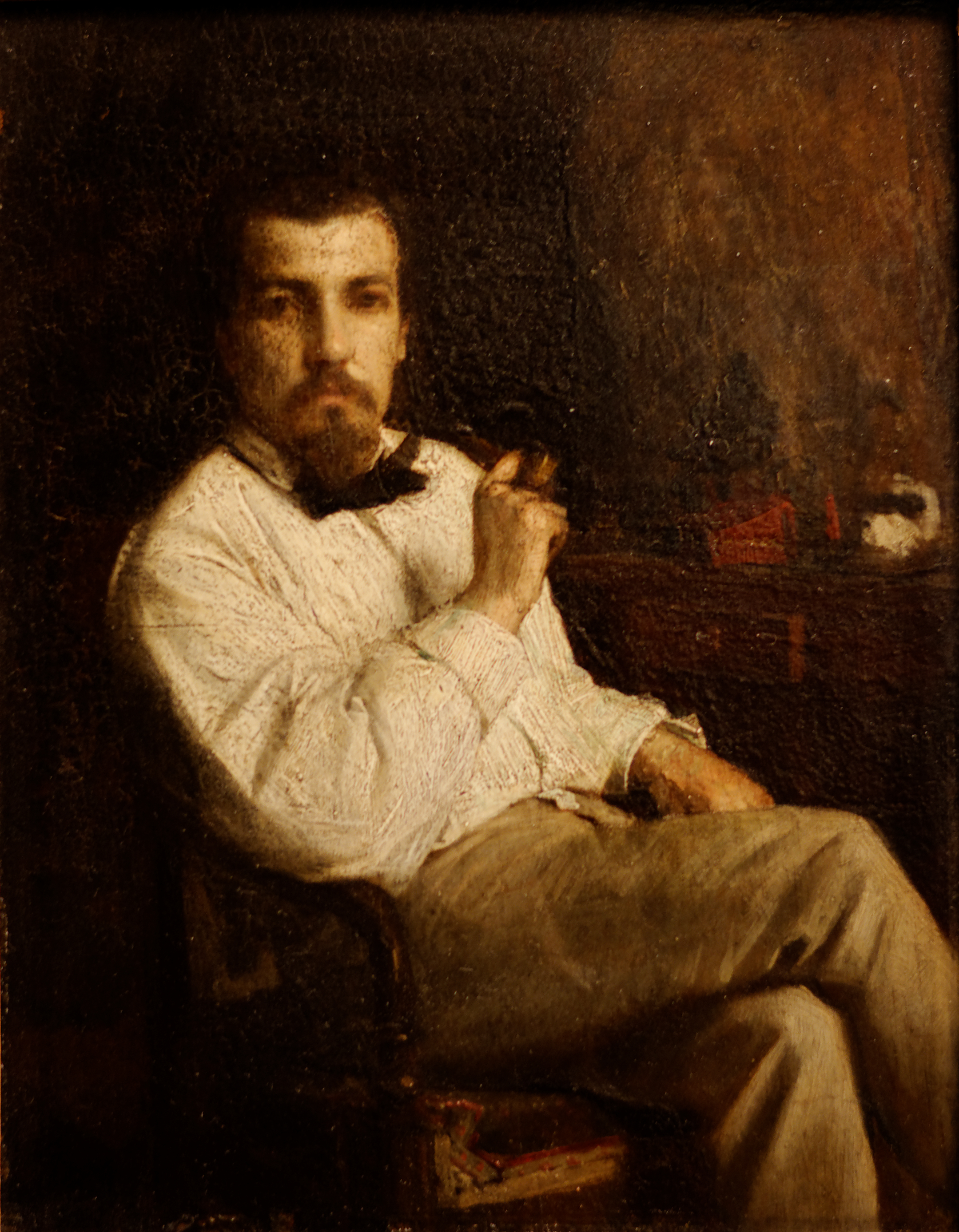
Portrait de Joseph Tournois, musée des Beaux-Arts de Dijon.